# رود سنج
 رود سنج یک رود در حوضه آبریز دریاچه نمک در استان البرز ایران است که از البرز سرچشمه می‌گیرد. این رود در ارتفاع ۱۶۱۹ متری واقع شده است.